# Nagy csészéspöfeteg
A nagy csészéspöfeteg (Disciseda bovista) a csiperkefélék családjába tartozó, Európában és Észak-Amerikában honos, homokpusztákon, dűnéken élő, nem ehető gombafaj.

## Megjelenése
A nagy csészéspöfeteg termőteste 1–3 cm átmérőjű, gömbölyű vagy kissé lapított. A föld alatt fejlődik ki, majd kiemelkedik és érése során a talajban lévő gomabafonadékhoz rögzítő micélium zsinór elszakad. A törékeny külső burok alsó része a földben marad, a felső – amelyhez általában talaj- vagy homokszemcsék tapadnak – továbbra is a termőtesthez simul, amely így fejnehézzé válik és felborul. 
A külső burok vékony, hamar elenyészik és általában csak egy homokszemcsékből összeragadt rész marad belőle a termőtest alján.
A belső burok barnás, bordósbarna színű, puha, felülete ezüstösen ráncos; ez a réteg idővel lekopik és az idősebb példányok sötétebbek. A spórákat kieresztő szájnyílás szabálytalanul nyílik.
A spórák a termőtest belsejében érnek, amely ennek során porszerűvé válik és a belső burok felnyílása után kiszóródik. Húsa fiatalon kemény és fehér; majd olívsárgás, szivacsos; végül barna és porszerű lesz. Szaga és íze nem jellegzetes. 
Spórája gömbölyű, felszínén szabálytalan mintázatot alkotó szemölcsökkel, mérete 6–7 µm. A spóra nyele 2–3 µm hosszú, tipikusan elvékonyodó a vége. 

### Hasonló fajok
Rokonaival, a kicsiny csészéspöfeteggel (Disciseda candida), és a vastagkérgű csészéspöfeteggel (Disciseda verrucosa) lehet összetéveszteni.

## Elterjedése és termőhelye
Európában és Észak-Amerikában honos. Magyarországon nagyon ritka.
Száraz, homokos talajon, homokdűnéken nő. Augusztustól októberig terem. 

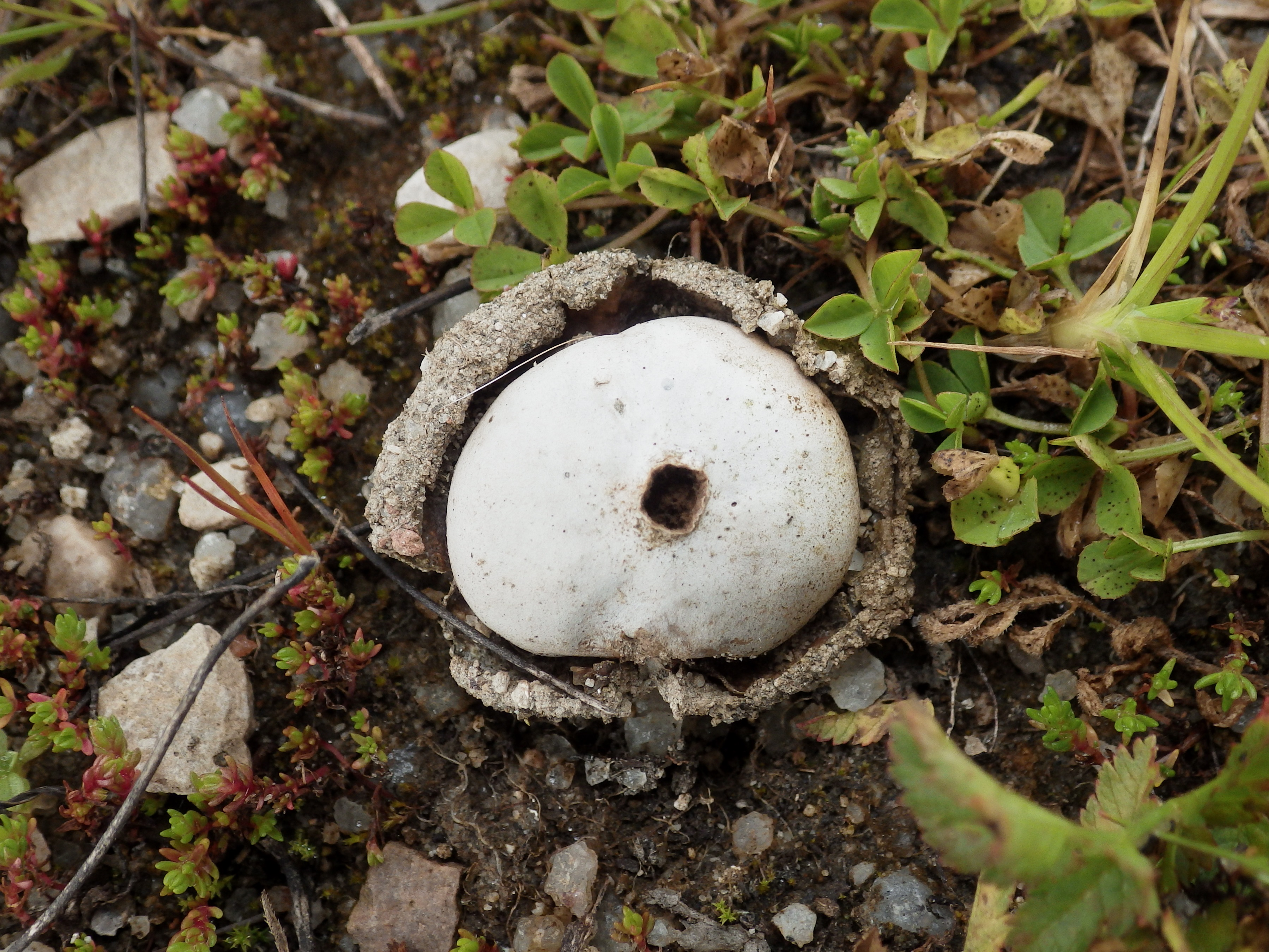
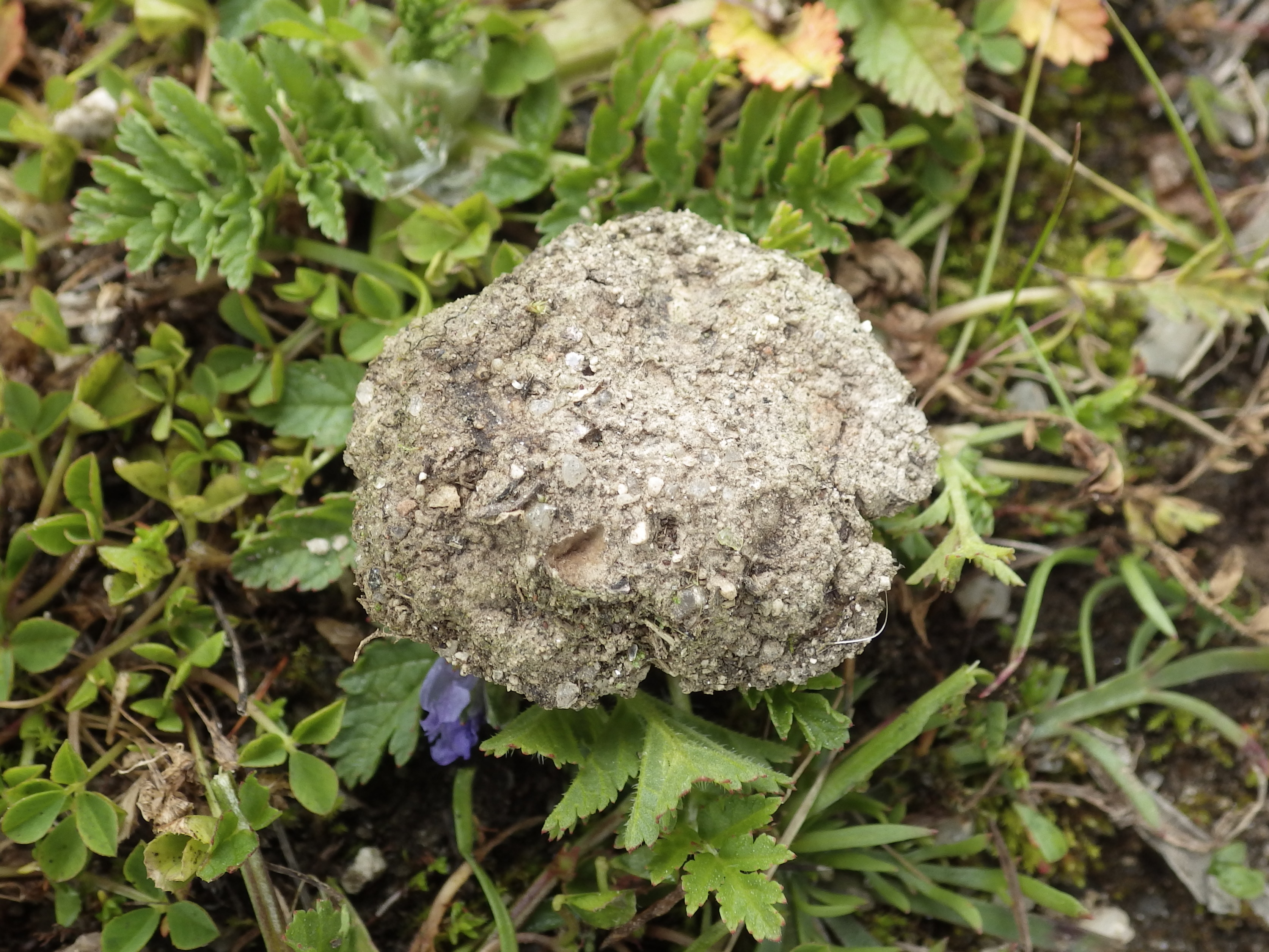
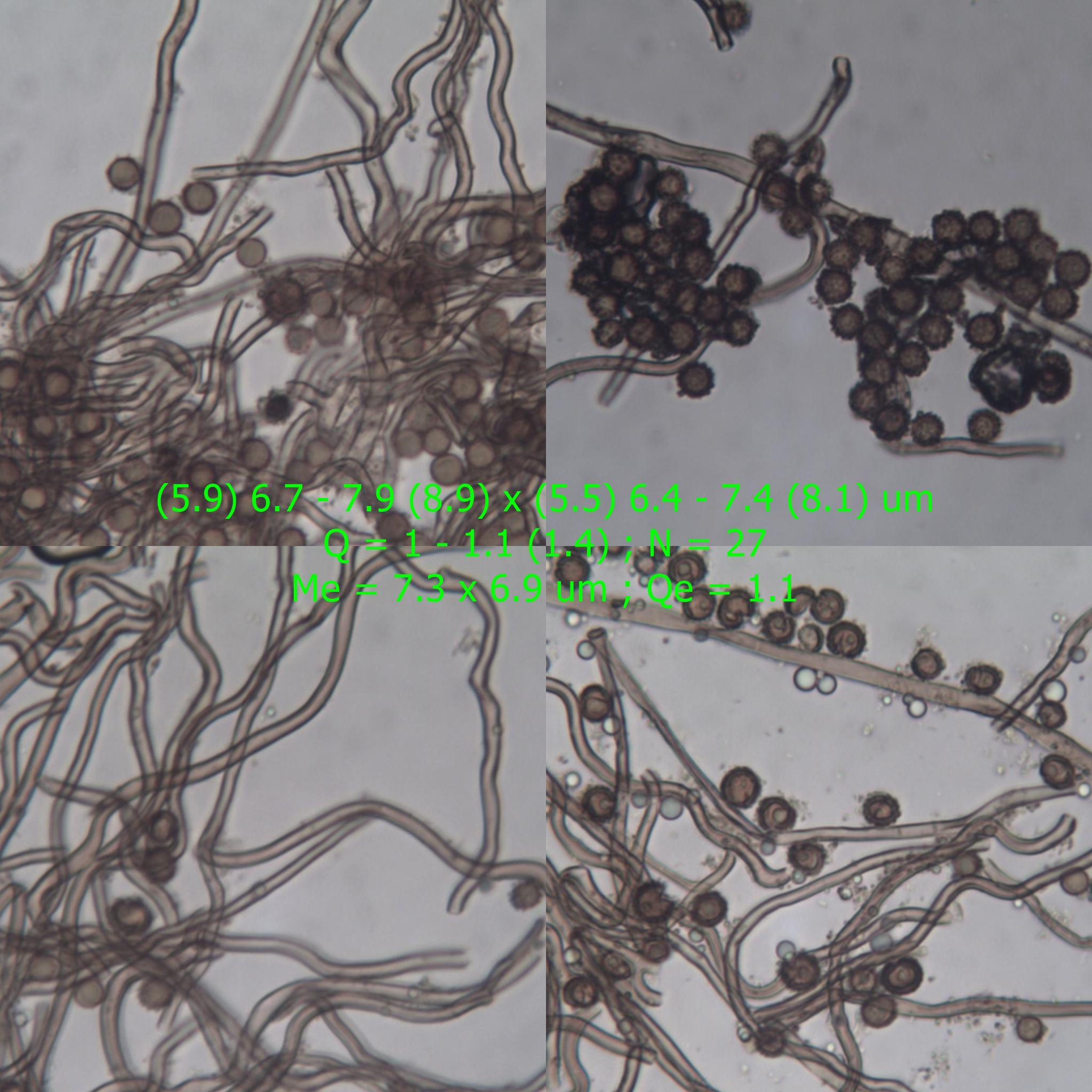

Nem ehető. 